# Pulchérie Gbalet
Pulchérie Gbalet est une sociologue et militante ivoirienne engagée dans la défense des droits humains et la promotion de la justice sociale en Côte d'Ivoire. Elle est surtout connue pour sa participation aux mouvements citoyens s'opposant à un troisième mandat présidentiel d'Alassane Ouattara.

## Biographie

### Formation et débuts professionnels
Pulchérie Édith Gbalet a obtenu son DEA en sciences sociales à l'université de Bouaké en 1991. Elle commence sa carrière au Bureau national d'études techniques et de développement (BNETD), avant de prendre un poste de dirigeante syndicale à la centrale Dignité, qui est l'un des principaux syndicats en Côte d'Ivoire.

### Engagement citoyen
À la suite de la crise post-électorale de 2010-2011, elle fonde l'Action pour la Restauration de la Dignité Humaine (ARDH), puis, en 2017, Alternative Citoyenne Ivoirienne (ACI), qui devient sa principale plateforme d'action.
En 2019, elle crée le mouvement des gilets orange, s’inspirant du mouvement des Gilets jaunes en France, pour dénoncer la pauvreté, la corruption et les atteintes aux droits fondamentaux. Ce mouvement pacifique appelle à une prise de conscience civique et à la défense des libertés fondamentales,.

### Arrestation et détention (2020)
Dans le contexte tendu de l'annonce d'un troisième mandat présidentiel par Alassane Ouattara en août 2020, Pulchérie Gbalet a appelé à des manifestations pacifiques à Abidjan et dans plusieurs autres villes. Elle a été interpellée entre le 15 et le 16 août au cours de la nuit et mise en garde à vue à la Maison d'arrêt et de correction d'Abidjan (MACA). Elle fait l'objet d'accusations de perturbation de l'ordre public et d'incitation à la révolte.
Son arrestation a provoqué une vaste vague de soutien, incluant des personnalités politiques telles que Laurent Gbagbo et Henri Konan Bédié, ainsi que sur les plateformes sociales grâce au hashtag #FreePulchérie4. Elle a été remise en liberté en mai 2021 après une détention préventive de neuf mois de détention provisoire,.

### Arrestation de (2022)
Pulchérie Gbalet se déplace au Mali en août 2022 pour se renseigner sur l'emprisonnement de 49 soldats ivoiriens. On l'arrête et on la poursuit de retour à Abidjan pour avoir conspiré avec des agents d'une puissance étrangère, diffusé de fausses informations et causé un trouble à l'ordre public. Elle a été incarcérée en détention préventive à la MACA, puis libérée le 3 février 2023 sous surveillance judiciaire.

### Engagements récents
En 2024, Pulchérie Gbalet assume la direction de la Coalition des victimes et menacées de déguerpissements en Côte d'Ivoire (Covimede-CI). Elle est fermement opposée aux actions d'éviction des populations considérées comme illégales à Abidjan, dénonçant une « paupérisation planifiée » et une atteinte aux droits constitutionnels.
Elle a initié le mouvement « Plus jamais ça » en 2025, dont l'objectif est de veiller à la transparence du processus électoral en Côte d'Ivoire. Elle remet en question de manière publique l'autonomie des institutions électorales.

## Activités médiatiques
Son arrestation en 2020 a suscité de nombreuses réactions en Côte d’Ivoire, notamment de la part de figures politiques telles que Henri Konan Bédié et Laurent Gbagbo, qui ont demandé sa libération. Le hashtag #FreePulchérie s’est largement répandu sur les réseaux sociaux.
Pulchérie Gbalet anime également une tribune hebdomadaire intitulée Les Mardis de Pulchérie Gbalet, diffusée sur Facebook et YouTube.

## Restrictions judiciaires
À la suite de ses arrestations, Pulchérie Gbalet a été soumise à plusieurs mesures judiciaires restrictives en Côte d’Ivoire.

### Après sa libération de mai 2021
Libérée après neuf mois de détention provisoire dans le cadre des manifestations contre le troisième mandat d'Alassane Ouattara, elle est placée sous contrôle judiciaire. Elle se voit interdire de quitter le territoire national sans autorisation du juge, et doit se présenter mensuellement au greffe du tribunal.

### Après sa libération de février 2023
À la suite de son arrestation en août 2022, liée à un voyage au Mali, elle est libérée sous conditions le 3 février 2023. Elle est alors frappée d’une interdiction de s’exprimer publiquement sur les faits faisant l’objet de poursuites judiciaires. Son passeport est également confisqué dans le cadre de cette libération conditionnelle.

#### Démenti sur une interdiction de visites en prison
En octobre 2022, plusieurs sources affirment qu'elle aurait été interdite de visites durant sa détention à la MACA. Cette information est toutefois démentie par le Directeur de l’Administration Pénitentiaire, qui confirme qu’elle recevait régulièrement ses avocats et des visiteurs autorisés, dans le respect de la réglementation pénitentiaire.